# Massimo Bonfatti
Massimo Bonfatti (né le 11 juillet 1960 à Modène) est un dessinateur italien spécialisé dans la bande dessinée humoristique. Il signe parfois ses œuvres Bonfa.

## Biographie
Formé notamment auprès de Bonvi, Bonfatti collabore à la fin des années 1980 à l'hebdomadaire français Pif Gadget sur des scénarios de François Corteggiani. Il crée ensuite seul la série humoristique I girovaghi et participe aux séries établies Cattivik (it) (de Bonvi) et Lupo Alberto (de Silver). Il collabore également au mensuel satirique Comix (it) et au Corriere dei Piccoli. 
De 2001 à 2007, il dessine trois albums de la bande dessinée policière humoristique Leo Pulp (it), écrite par Claudio Nizzi et publiée par Sergio Bonelli Editore.
En 2015, il dessine sa première bande dessinée Disney, Tutto questo accadrà ieri une histoire de Mickey Mouse longue de 71 pages écrite par Casty publiée dans Topolino no 3130.

## Récompense
- 2008 : Prix Micheluzzi de la meilleure série de bande dessinée humoristique pour Leo Pulp (it) t. 3 : Il caso della magnolia rossa (avec Claudio Nizzi)